# Planetary Resources
Planetary Resources, Inc. (Recursos Planetaris), coneguda anteriorment com a  Arkyd Astronautics, és una companyia formada al novembre de 2010, que va ser reorganitzada i reanomenada el 2012. El seu objectiu declarat és "expandir la base de recursos naturals de la Terra" mitjançant el desenvolupament i la implementació de les tecnologies per a la mineria d'asteroides.Algunes fonts en la companyia diuen que Planetary Resources és Arkyd Astronautics sota un nou nom, però Eric Anderson (anteriorment de Space Adventures), un cofundador, també ha dit que Arkyd es va tornar una subsidiària totalment pertanyent a Planetary Resources.
Encara que l'objectiu a llarg termini de la companyia és minar asteroides, els seus plans inicials inclouen el desenvolupament d'un mercat per a petits telescopis espacials (30–50 kg) reduïts en cost tant per a observació de la Terra i astronomia. Aquestes naus espacials emprarien un sistema òptic-làser per a comunicacions en terra, reduint el volum i la massa de càrrega útil comparats amb les antenes convencionals RF. La implementació d'aquests telescopis orbitals està prevista com el primer pas en les ambicions de mineria d'asteroides de la companyia. Les mateixes capacitats dels telescopis dels satèl·lits que Planetary Resources espera vendre als clients poden ser utilitzades per explorar i examinar de forma intensiva els asteroides propers a la Terra.

## Història
Arkyd Astronautics va ser fundada al novembre de 2010, amb Peter Diamandis com a copresident i director, i el president i cap enginyer Chris Lewicki; va reclutar a molts empleats mitjançant ofertes de treball obertes. D'acord amb el cofundador Eric Andersen, el nom "Arkyd Astronautics" va ser deliberadament ambigu, per ajudar a mantenir secreta l'agenda de mineria d'asteroides de la companyia.
La companyia va guanyar atenció dels mitjans de comunicació a l'abril de 2012 amb l'anunci d'una conferència de premsa, programada pel 24 d'abril d'aquest any. El comunicat de premsa inicial va proveir informació limitada; fins al 20 d'abril de 2012, només una llista de grans inversors i assessors es coneixia. Estaven inclosos en la llista un cert nombre de persones notables per la seva iniciativa empresarial i interès a l'espai, l'exploració, i la recerca. Alguns també tenien una involucració en recerca espacial. es va especular que Planetary Resources estava "cercant formes per extreure matèries primeres de fonts no terrestres", com el mitjà pel qual (com es va dir en el comunicat de premsa) "afegiria bilions de dòlars al producte intern brut global". Des del principi, l'assumpció dominant va ser que la companyia intentava desenvolupar operacions de mineria d'asteroides, amb una font anònima informant sobre l'afirmació abans de l'esdeveniment del 24 d'abril.
Planetary Resources també va establir un lloc web del mateix nom. El lloc va ser registrat el 22 de febrer de 2012, per una entitat autoanomenada Anderson Astronautics. Abans de la conferència de premsa del 24 d'abril, l'àrea públicament accessible del lloc incloïa només una pàgina de títol. Aquesta tenia el logotip de la companyia, una notícia de l'anunci del 24 d'abril, alguna informació bàsica de contacte, i un mitjà per registrar-se per a notificacions mitjançant correu electrònic. Van ser promesos canvis al lloc web per al dia de l'anunci. Després que va començar la conferència de premsa, diverses pàgines addicionals van ser afegides al lloc, inclòs informació més detallada sobre la companyia, els objectius del projecte, les tecnologies involucrades, i art conceptual.
La conferència de premsa "revelada" va ser portada en el Museu del Vol a Seattle, Washington, Estats Units, el 24 d'abril de 2012. Els bitllets per a aquest esdeveniment van tenir un preu bàsic de 25 dòlars. Els principals anuncis i discussions van ser donats per un panell de 5 persones claus en el projecte. La conferència de premsa va ser també transmesa per internet en spacevidcast.com. Va ser inclosa una funcionalitat de xat en el webcast, encara que va incloure solament una limitada interacció amb els principals participants en l'esdeveniment en viu.

## Plans
L'objectiu de Planetary Resources és desenvolupar una indústria robòtica de mineria d'asteroides. Per aconseguir això, la companyia opera sobre la base d'un pla estratègic a llarg termini.

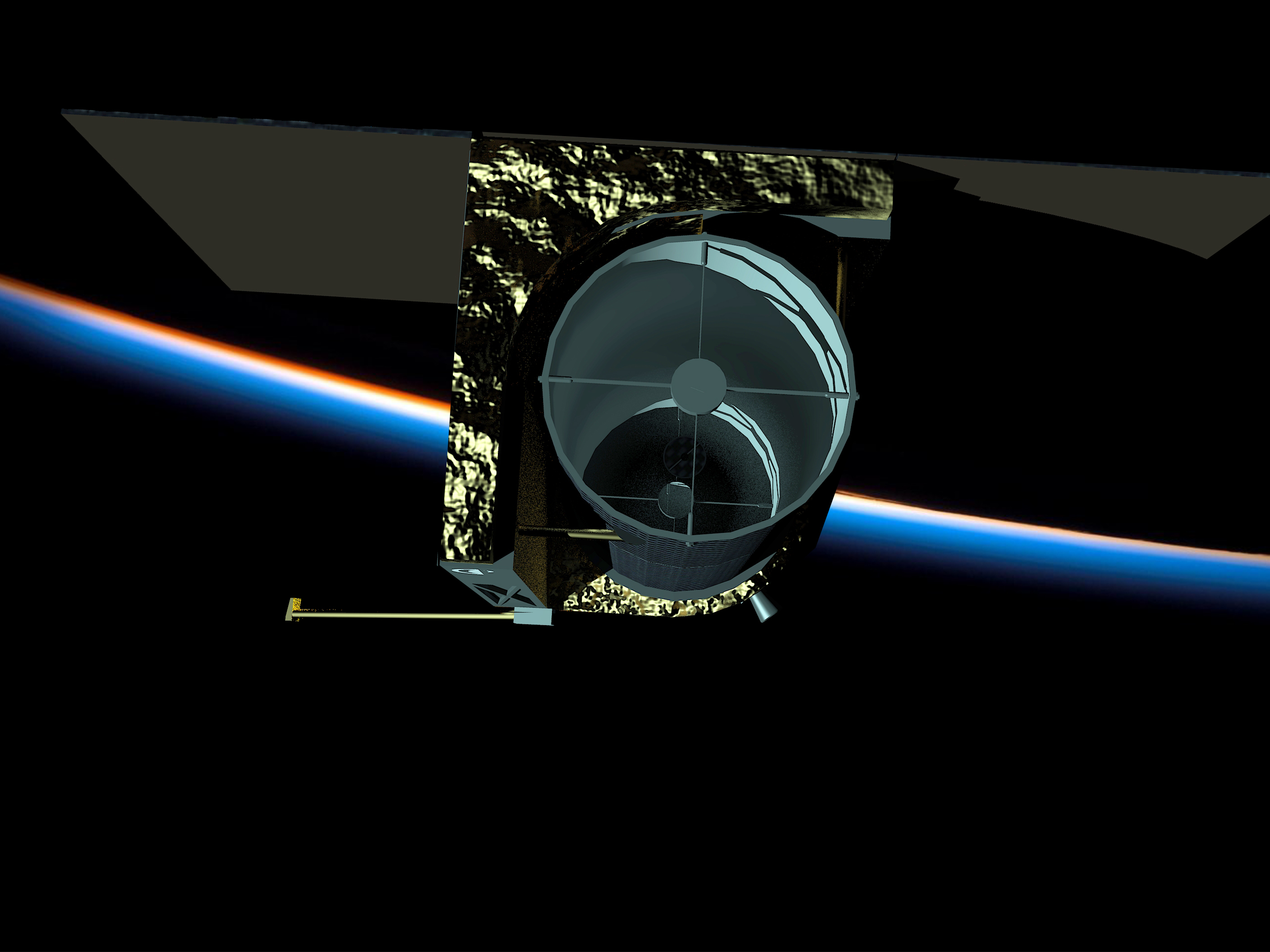
Il·lustració artística d'un telescopi espacial Arkyd-100 en una òrbita baixa terrestre.

La primera etapa serà un estudi i una anàlisi, utilitzant satèl·lits específics en l'òrbita de la Terra, per localitzar els millors objectius entre els asteroides propers a la Terra. Diversos petits telescopis espacials, amb diverses capacitats de detecció, seran llançats per a aquest propòsit. El lloc web de la companyia afirma que els seus telescopis espacials estaran disponibles per contractar-se, per a usos privats. La companyia també tracta de produir satèl·lits per a la seva venda. El seu primer model de telescopi espacial, el Arkyd-100, ha estat introduït.
Posteriors etapes del pla estratègic preveuen l'enviament de sondes de reconeixement a asteroides seleccionats per traçar un mapa, incloent exploració profunda, i realitzar mostreig amb anàlisi i/o missions de presa de mostra i tornada. La companyia ha dit que podria prendre una dècada acabar d'identificar els millors candidats per a la mineria comercial.
Finalment, la seva intenció és establir operacions de mineria i processament completament automatitzades o robotitzades en els asteroides, i la capacitat de transportar els productes resultants allà on es desitgi. A més de l'extracció de metalls industrials i preciosos per a ús espacial i terrestre, el projecte preveu produir aigua per a un dipòsit de propel·lent orbital. L'objectiu a mitjà i llarg termini de la companyia és desenvolupar les tecnologies necessàries fins a la maduresa i utilitzar-les en operacions de prova de conceptes.
Un altre objectiu és desenvolupar la tecnologia per afectar i controlar les òrbites de petits asteroides. Això podria ser emprat també per tractar amb algun asteroide potencialment perillós a l'espai proper a la Terra, que arribessin a presentar un risc seriós d'impacte amb el planeta.
Planetary Resources està cercant aliances i oportunitats per comercialitzar les seves capacitats per a altres propòsits relacionats, com ara l'educació i la investigació.